# Rouvroy-sur-Serre
Rouvroy-sur-Serre ist eine französische Gemeinde mit 42 Einwohnern (Stand 1. Januar 2022) im Département Aisne in der Region Hauts-de-France (vor 2016 Picardie). Sie gehört zum Arrondissement Vervins, zum Kanton Vervins und zum Gemeindeverband Portes de la Thiérache.

## Lage
Die Gemeinde Rouvroy-sur-Serre liegt an der Serre am Ostrand der Landschaft Thiérache in den südwestlichsten Ausläufern der Ardennen an der Grenze zum Département Ardennes, 22 Kilometer südöstlich von Vervins. Nachbargemeinden von Rouvroy-sur-Serre sind Grandrieux im Norden und Nordosten, Rocquigny im Osten und Südosten, Raillimont im Süden und Südwesten sowie Rozoy-sur-Serre im Westen und Nordwesten.

## Bevölkerungsentwicklung
| Jahr                       | 1962 | 1968 | 1975 | 1982 | 1990 | 1999 | 2006 | 2012 | 2022 |
| Einwohner                  | 110  | 89   | 88   | 68   | 70   | 51   | 45   | 41   | 42   |
| Quellen: Cassini und INSEE |      |      |      |      |      |      |      |      |      |

## Sehenswürdigkeiten

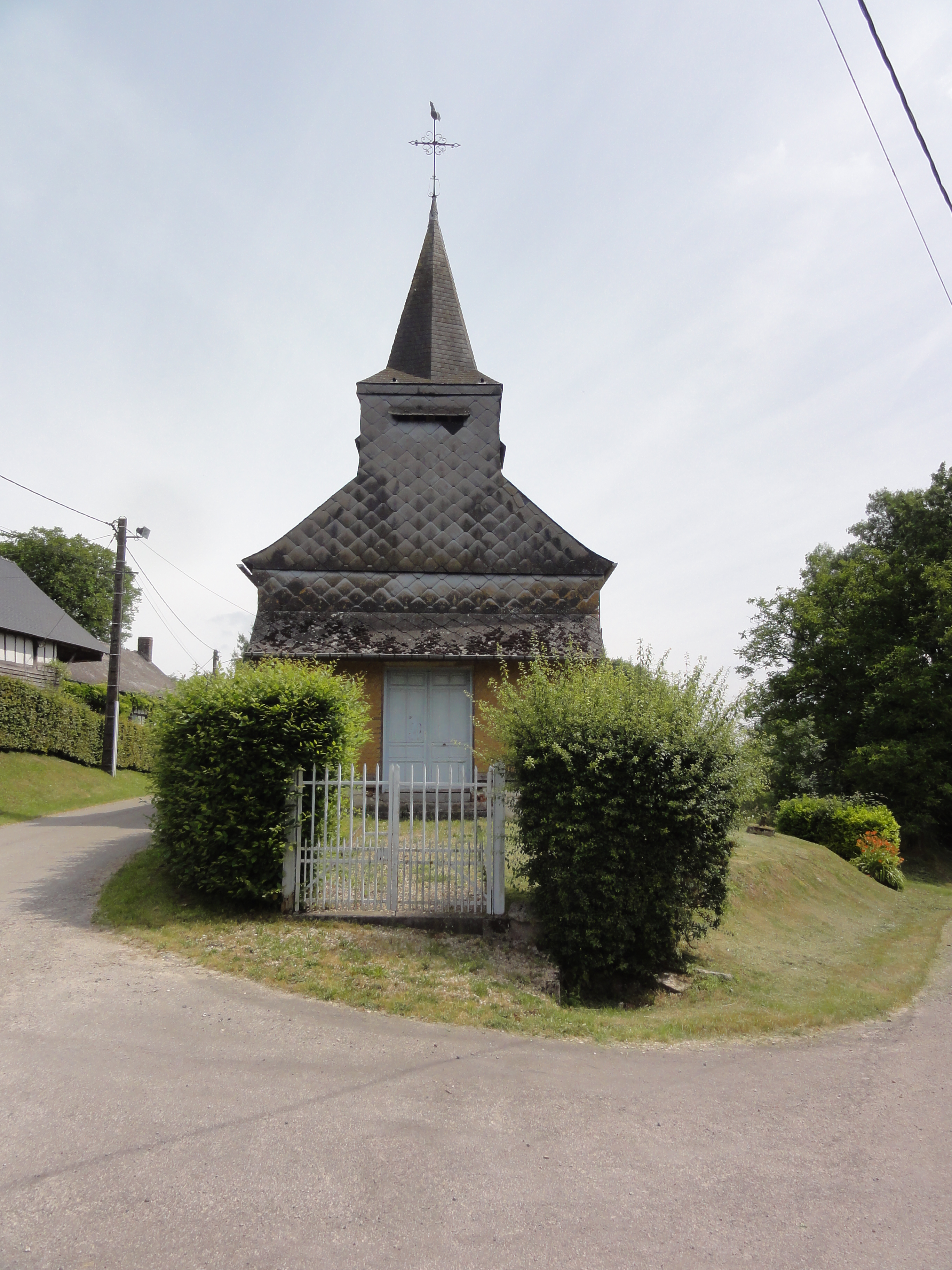
Kirche Saint-Nicolas

- Wehrkirche Saint-Nicolas